# Vaška kapela, Gančani
Vaška kapela je v naselju Gančani, spada k občini Beltinci in župniji Beltinci.

## O kapeli
Sezidali in blagoslovili so jo leta 1908. Čeprav nosi naziv vaška kapela, je bila prva kapela v Prekmurju, ki je posvečena v čast Srcu Jezusovemu.
V kapelo sta vgrajena dva zvona, eden je iz Gradca (178 kg), drugi pa je iz Maribora (120 kg). Zvonova nosita ime: Srce Jezusovo in Srce Marijino.

## Arhitektura
Kapela je neoromanska. Zgrajena je konec prve tretjine 20. stoletja. Zanjo je značilna zelo poudarjena profilacija, predvsem na čelni strani z zvonikom.
Kapela je v središču vasi ob križišču pri gasilskem domu.